# Olympische Sommerspiele 2012/Teilnehmer (Seychellen)
| Gelbes Symbol für Goldmedaillen mit stilisierten Olympischen Ringen | Graues Symbol für Silbermedaillen mit stilisierten Olympischen Ringen | Braundes Symbol für Bronzemedaillen mit stilisierten Olympischen Ringen |
| ------------------------------------------------------------------- | --------------------------------------------------------------------- | ----------------------------------------------------------------------- |
| —                                                                   | —                                                                     | —                                                                       |

Die Seychellen nahmen in London an den Olympischen Spielen 2012 teil. Es war die insgesamt achte Teilnahme an Olympischen Sommerspielen. Vom Seychelles National Olympic Committee wurden sechs Athleten in vier Sportarten nominiert.
Fahnenträger bei der Eröffnungsfeier war der Judoka Dominic Dugasse.

## Teilnehmer nach Sportart

### Boxen
| Männer           |                         |              |      |    |
| Andrique Allisop | Leichtgewicht bis 60 kg | Jai Bhaghwan | 8:18 | 17 |

### Judo
| Männer          |                   |         |         |    |
| Dominic Dugasse | Klasse bis 100 kg | H. Grol | 000-101 | 17 |

### Leichtathletik
Laufen und Gehen
| Athleten          | Wettbewerb | Vorlauf | Vorlauf | Halbfinale | Halbfinale | Finale | Finale | Rang |
| Athleten          | Wettbewerb | Zeit    | Rang    | Zeit       | Rang       | Zeit   | Rang   | Rang |
| ----------------- | ---------- | ------- | ------- | ---------- | ---------- | ------ | ------ | ---- |
| Männer            |            |         |         |            |            |        |        |      |
| Jean-Yves Esparon | 200 m      | 21,99 s | 8       | –          | –          | –      | –      | 52   |

Springen und Werfen
| Athleten      | Wettbewerb | Qualifikation | Qualifikation | Finale     | Finale | Rang |
| Athleten      | Wettbewerb | Weite/Höhe    | Rang          | Weite/Höhe | Rang   | Rang |
| ------------- | ---------- | ------------- | ------------- | ---------- | ------ | ---- |
| Frauen        |            |               |               |            |        |      |
| Lissa Labiche | Hochsprung | 1,85 m        | 10            | –          | –      | 20   |

### Schwimmen
| Athleten       | Wettbewerb     | Vorlauf     | Vorlauf | Halbfinale    | Halbfinale    | Finale        | Finale        | Rang |
| Athleten       | Wettbewerb     | Zeit        | Rang    | Zeit          | Rang          | Zeit          | Rang          | Rang |
| -------------- | -------------- | ----------- | ------- | ------------- | ------------- | ------------- | ------------- | ---- |
| Frauen         |                |             |         |               |               |               |               |      |
| Aure Fanchette | 200 m Freistil | 2:23,49 min | 5       | ausgeschieden | ausgeschieden | ausgeschieden | ausgeschieden | 35   |
| Männer         |                |             |         |               |               |               |               |      |
| Shane Mangroo  | 100 m Freistil | 56,46 s     | 6       | ausgeschieden | ausgeschieden | ausgeschieden | ausgeschieden | 50   |